# Ліпськ
Ліпськ (біл. Ліпск , пол. Lipsk, лит. Liepinė) — місто в північно-східній Польщі, на річці Бєбжа.
Належить до Августівського повіту Підляського воєводства.

## Історія

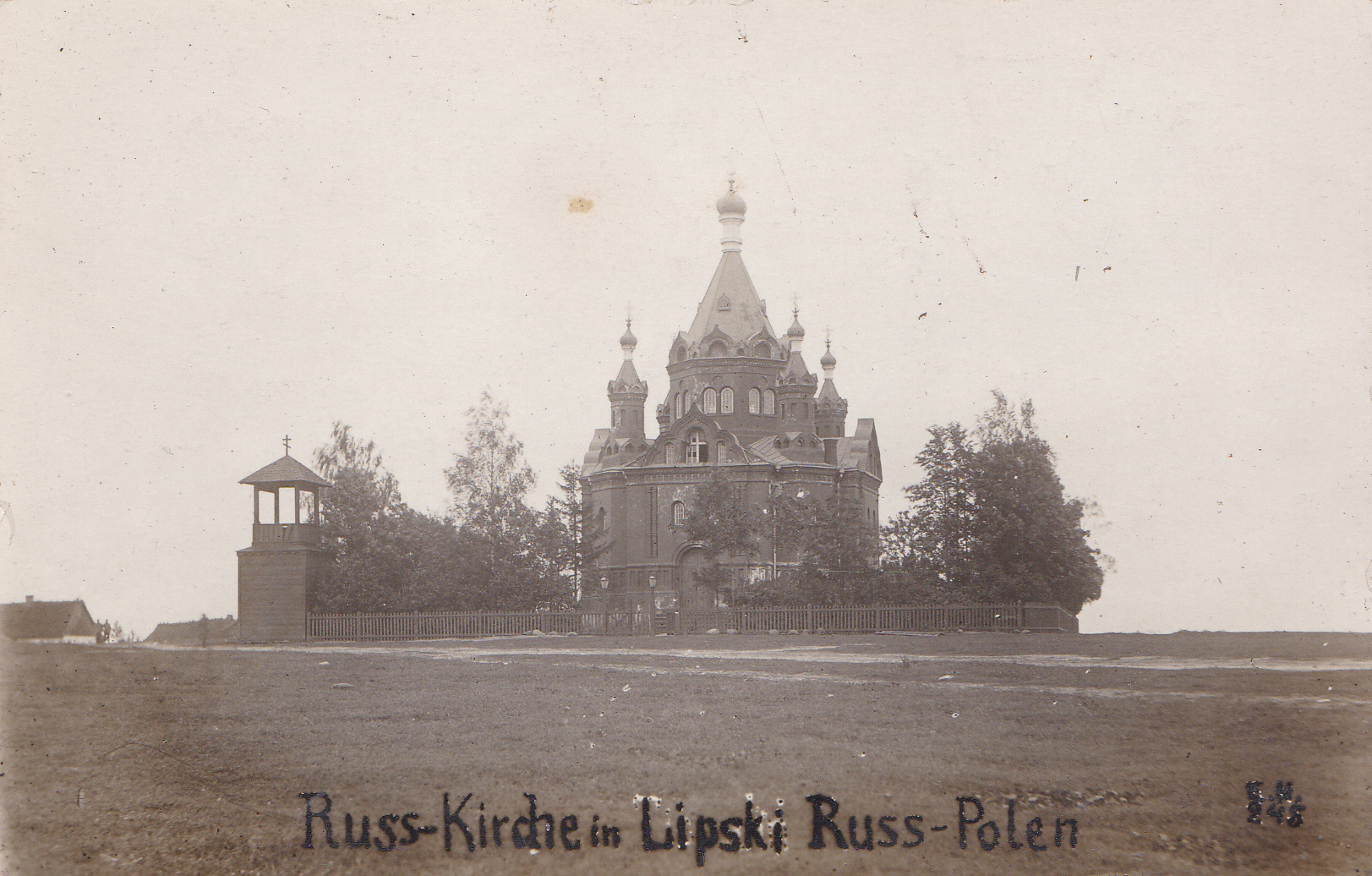
Православна церква знищена під час акції Ревіндикації

За переписом 1897 року кількість мешканців становила 1518 осіб (750 чоловічої статі та 768 — жіночої), з яких 451 — православної віри, 312 — юдейської, 745 — римо-католицької.

## Демографія
Демографічна структура станом на 31 березня 2011 року:
|          | Загалом | Допрацездатний вік | Працездатний вік | Постпрацездатний вік |
| -------- | ------- | ------------------ | ---------------- | -------------------- |
| Чоловіки | 1245    | 221                | 923              | 101                  |
| Жінки    | 1292    | 232                | 840              | 220                  |
| Разом    | 2537    | 453                | 1763             | 321                  |